# Plaidoyer Alford
Le plaidoyer Alford (Alford plea en anglais aussi nommé plaidoyer Kennedy en Virginie-Occidentale, plaidoyer de « Culpabilité » Alford[réf. souhaitée], ou doctrine Alford[réf. souhaitée]) est une forme de plaidoyer de marchandage de culpabilité dans le système judiciaire anglo-saxon qui permet à l'accusé d'accepter de plaider coupable tout en rejetant le chef d'accusation afin de conserver son innocence, ce faisant il accepte la peine associée. Par ce plaidoyer, il accepte que l'accusation aurait vraisemblablement persuadé le jury de reconnaître l'accusé coupable sans le moindre doute.
Cette manière de plaider est issue d'un procès de 1970 Caroline du Nord contre Alford pour meurtre au premier degré, où l'accusé, Henry Alford, risque la peine capitale si sa culpabilité est reconnue alors qu'il clame son innocence. Il accepte donc de plaider coupable pour un meurtre au second degré afin d'éviter la peine de mort, tout en affirmant son innocence. Henry Alford est alors condamné à trente ans de prison (peine maximale pour un crime de second degré). Henry Alford fait appel car il considère avoir été forcé de plaider coupable (« I just pleaded guilty because they said if I didn't, they would gas me for it. » : « J'ai plaidé coupable uniquement parce qu'ils déclaraient que si je ne le faisais pas, ils me gazeraient pour cela » ), mais la Cour suprême de Caroline du Nord affirme qu'il avait volontairement fait cette démarche en sachant les conséquences.